# Malén Aznárez
Malén Aznárez Torralvo (Santander, 3 de noviembre de 1943-Madrid, 30 de julio de 2017) fue una pionera de la profesión periodística durante la Transición española, presidenta de Reporteros sin Fronteras, redactora jefa de Sociedad y Defensora del Lector en el periódico El País. En 1982 fue la primera mujer que dirigió una cadena de periódicos y en 1985 fue la primera mujer en asumir la dirección de los Servicios Informativos de Radio Nacional de España.

## Trayectoria
Malén Aznárez estudió en la Escuela Oficial de Periodismo y obtuvo su licenciatura en 1972. Inició su carrera profesional en 1971 como reportera del diario Arriba de Madrid. En la década de 1970 fue colaboradora de las revistas Posible y Cuadernos para el Diálogo y en 1984 se incorporó como adjunta a la dirección de Radio Nacional de España. Un año después pasó a dirigir los Servicios Informativos de esta cadena pública convirtiéndose en la primera mujer en la historia de RNE en asumir este puesto.
Aznárez es un miembro clave de la generación de excepcionales mujeres periodistas que conquistaron las redacciones españolas durante la Transición española para convertirlas en un poder al servicio de la ciudadanía y dignificarlas con valores universales. Es considerada pionera de la profesión periodística durante la Transición. 
Fue la primera mujer que dirigió en España una cadena de periódicos, los 26 diarios de Medios de Comunicación del Estado, entre 1982 y 1984, la etapa de su privatización por el primer gobierno socialista. En 1984 fue nombrada coordinadora general-adjunta a la dirección de Radio Nacional de España (RNE). En 1985 y hasta 1986, fue directora de los Servicios Informativos de RNE, cargo en el que también fue la primera mujer. Desde 1987 y hasta su cierre, fue jefa de Información Nacional de la revista El Globo. 
En 1988 entró a formar parte de la redacción de El País, donde ya había colaborado y donde fue redactora jefa de la sección de sociedad desde 1989 hasta 1997. De 2003 a 2005 fue Defensora del Lector de El País. También fue reportera y entrevistadora para El País Semanal, especialmente centrada en temas de ciencia e investigación. Desde 2008 fue profesora en la Escuela de Periodismo de El País.
Fue vicepresidenta desde finales de 2008 de la sección española de Reporteros Sin Fronteras y presidenta de esta organización desde 2011. Al frente de este cargo denunció los ataques a la libertad de prensa y la muerte de periodistas en el ejercicio de su profesión en diversas partes del mundo; denunció recortes a las libertades civiles en España como la ley Mordaza; y dio voz a periodistas freelance, hasta que la salud se lo impidió.
Falleció como consecuencia de un tumor cerebral, cuando se cumplía un año de la muerte de su marido Manuel Antolín.